# Дім під спекотним сонцем
«Дім під спекотним сонцем» — радянський художній фільм 1977 року, знятий на кіностудії «Узбекфільм», дебютна робота режисерів Зиновія Ройзмана і Георгія Бзарова, знята під керівництвом Равіля Батирова. Лауреат Всесоюзного кінофестивалю, фільм подивилися 2,6 млн глядачів.

## Сюжет
Молодий хлопець Еркін, який вступає в доросле життя, працює на будівництві, він любить свою роботу, не терпить халтури, принциповий — в бригаді його поважають, він у свої двадцять з невеликим авторитет і кумир всього будівництва. Він закохується в Назір, продавчиню, трохи старшу за нього. Вона відповідає взаємністю. Але Назіра була одружена і має дочку, вона сильно переживає, як до цього поставиться Еркін. Еркін, дізнавшись про це, поводиться невпевнено: і не в традиціях справа, і не в його батьках (що не проти шлюбу), а саме у ньому, його характері — безкомпромісному і обережному. Закохані сваряться, і Назіра вирішує порвати з ним. Еркін важко переживає. Одночасно у нього виникають проблеми на будівництві — через постачання поганих матеріалів бригада відмовляється працювати, що приводить до відкритого конфлікту Еркіна з начальством… Події цих кількох днів змінять Еркіна, серйозні питання змушують його замислитися і зрозуміти, що потрібно серйозно брати відповідальність за свої слова і вчинки.

## У ролях
- Назім Туляходжаєв — Еркін
- Ділором Камбарова — Назіра
- Анвара Алімова — мати Еркіна
- Сайрам Ісаєва — Зайнаб
- Тамара Ганієва — Ойдін
- Бадрі Усанеташвілі — Тимур
- Фатіма Реджаметова — Рано
- Шавкат Газієв — Саїдов, начальник дільниці
- Сергій Плотников — Кузьмич
- Отабек Ганієв — Салі
- Рустам Уразаєв — Улугбек
- Тетяна Мітрушина — Люся
- Хабіб Нариманов — епізод
- Саїб Ходжаєв — епізод
- Ульмас Аліходжаєв — епізод
- Лола Бадалова — епізод
- Таттибюбю Турсунбаєва — епізод
- Лутфулла Сагдуллаєв — епізод
- Тамара Машеєва — епізод
- Абдужаліл Бурібаєв — епізод
- Олександр Горєлік — епізод

## Знімальна група
- Режисери — Зиновій Ройзман, Георгій Бзаров
- Сценаристи — Фархад Мусаджанов, Олександр Файнберг
- Оператор — Тимур Каюмов
- Композитор — Руміль Вільданов
- Художники — Едуард Аванесов, Емонуель Калонтаров